# Bernd Hansen
Bernd Hansen (* 13. Oktober 1963) ist ein ehemaliger deutscher Fußballprofi.

## Laufbahn
Hansen entstammt dem Raum Flensburg und spielte in der Jugend, unter anderem, für den TSB Flensburg, der in jenen Jahren erfolgreich Jugendarbeit in seiner Fußballabteilung betrieb.
1988 erhielt er die Chance, in den Profifußball zu wechseln und ging zum VfL Osnabrück. Er verbrachte dort zwei Jahre, absolvierte 44 Spiele und ging dann aber wieder in den Amateurfußball und in seine schleswig-holsteinische Heimat zurück. Dort spielte er für Flensburg 08 und den TSV Nord Harrislee in der Verbands- bzw. Oberliga und dann für den TSV Lindewitt.
Hansen spielt gelegentlich in der Nord-Ostsee-Auswahl und trainiert heute die 1. Herren des TSV  Nordmark Satrup aus dem Kreis Schleswig-Flensburg die in der Flens-Oberliga spielen.